# Nicànor de l'Epir
Nicànor de l'Epir (en llatí Nicanor, en grec antic Νικάνωρ), fill de Mirtó, fou un polític epirota.
Junt amb el seu pare va donar suport als cruels procediments establerts per Carops el vell en el govern de l'Epir, segons diu Polibi.